# 达尔加竞技场
达尔加竞技场是阿塞拜疆巴库马尔达坎定居点的一个多用途体育场，目前主要承办足球比赛，场内座位共计6,500个。2011年6月6日，塞普·布拉特和米歇尔·普拉蒂尼二人为此体育场剪彩，该体育场正式开放。  该体育场也是2012年国际足联U-17女足世界杯的比赛场馆之一，在2012年欧洲杯预选赛中先后曾举办两场阿塞拜疆队与马其顿、奥地利两队的比赛。